# Ulrich von Liechtenstein

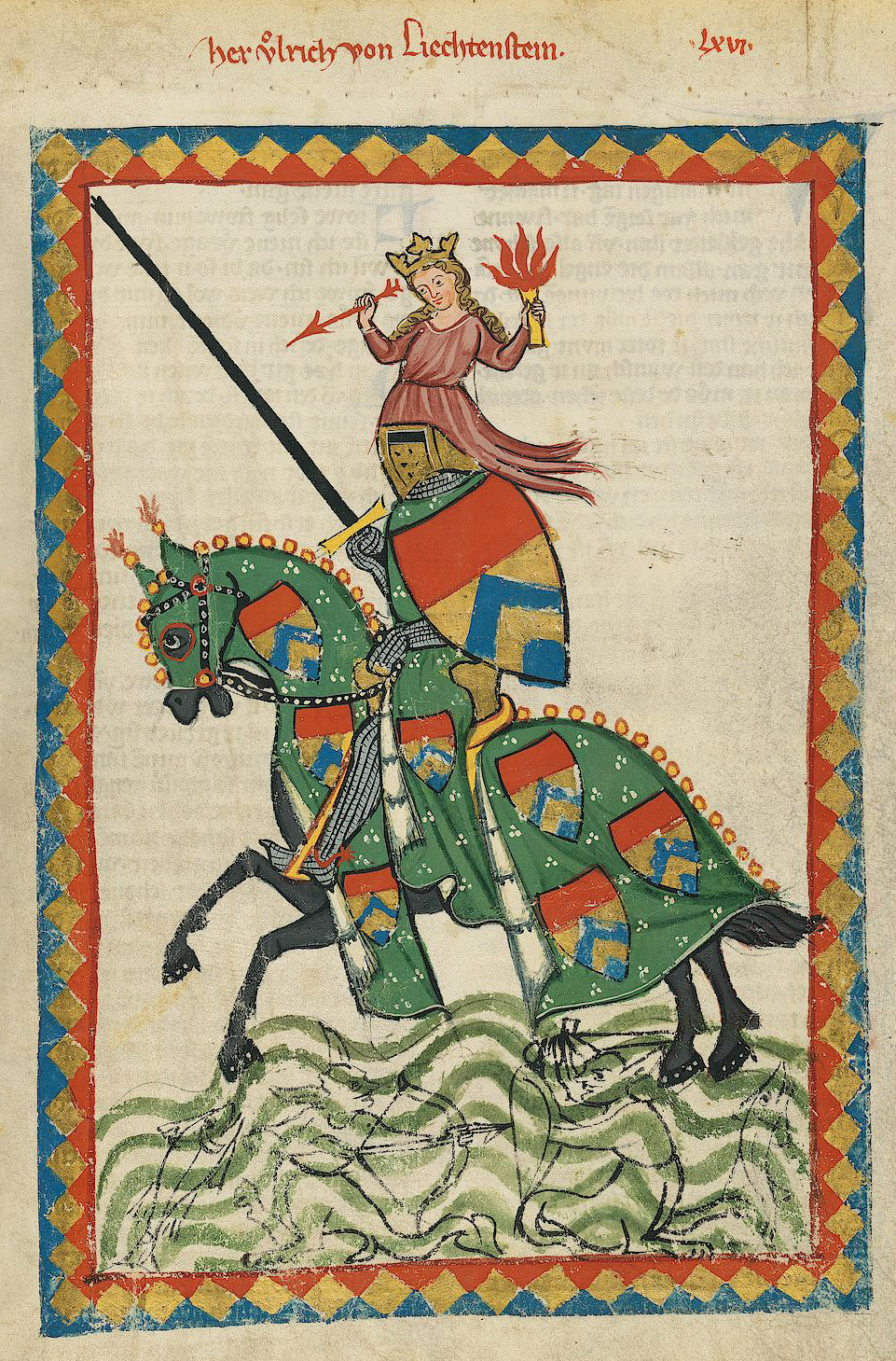
Portrait d'Ulrich du Codex Manesse (vers 1300).

Ulrich von Liechtenstein, né vers 1200 - mort le 26 janvier 1275, était un seigneur, chevalier, homme politique et poète lyrique en moyen haut allemand.

## Biographie
Il est né vers l'an 1200 dans le duché de Styrie, en actuelle Autriche. Ses ancêtres étaient au service des ducs de la dynastie de Babenberg en tant que ministériaux et s'appelèrent d'après leur château fort de Liechtenstein près de Judenburg. On ne peut noter aucune parenté avec la maison de Liechtenstein provenant du duché d'Autriche.
Ulrich lui-même, après la formation nobiliaire habituelle comme page et écuyer auprès du margrave Henri IV d'Istrie, a été fait chevalier par le duc Léopold VI en 1223. Il recouvre la charge de sénéchal en 1244-1255 et de maréchal de 1267 à 1272.
Passionné par les romans de chevalerie et la légende arthurienne, Ulrich célèbre l'idéal courtois (Minne) dans son œuvre, comme Au service de la belle dame (Vrowen dienest), sorte d'autobiographie entrecoupée d'une soixantaine de poèmes d'amour. Ses poésies lyriques ont eu une grande renommée parmi ses contemporains et ont été intégrées dans les manuscrits du Codex Manesse.
Ulrich édifia sa propre demeure à Frauenburg dans la Haute-Styrie où il fut inhumé. La ville de Judenburg en Styrie garde le souvenir de ce seigneur.

## Fictions
- Le nom d'Ulrich von Liechtenstein est usurpé par le héros du film Chevalier de Brian Helgeland (2001) joué par Heath Ledger.
- Rosa Montero en parle dans son roman La chair.